# Gyetvai Martin
Gyetvai Martin magyar gyerekszínész, szinkronszínész és énekes. Számos jelentős budapesti színházban szerepelt, filmes és televíziós produkciókban is közreműködött, valamint rendszeres fellépője különféle tehetségkutató versenyeknek. Szinkronhangként is ismert. A neve egyre gyakrabban jelenik meg a hazai kulturális élet különböző területein.

## Színházi pályafutása
Gyetvai Martin fiatal kora ellenére több országos hírű színház előadásaiban is szerepelt. Játékstílusa és énektudása miatt főként zenés darabokban kap szerepet.

### Színházi előadások (válogatás)
- József Attila Színház – Légy jó mindhalálig - Peczkes
- Madách Színház – Mary Poppins - Michael Banks, Vuk - Kis Vuk, Nyomorultak - Gavroche, Kazinczy a tizenötödik - gyermek Kazinczy Lajos, énekes fiú, Én, József Attila - gyermek József Attila
- Magyar Színház – Oliver - Oliver, A kincses sziget - gyermek Louis Stevenson/Jim Hawkins/Lloyd Osborne, Valahol Európában - Kuksi, A Kölyök - Jackie a kölyök
- Budapesti Operettszínház – János vitéz - kis Kukorica Jancsi
- Erkel Színház – Puskás, a musical - gyermek Budai László
- Thália Színház – Alul semmi - Nathan

Társulati tagként is szerepel a Magyar Színház hivatalos oldalán.

## Filmes és televíziós szerepei
Gyetvai Martin több televíziós és filmes produkcióban is feltűnt.
- A renitens (2024, játékfilm) – Marci
- Hunyadi (2025, történelmi sorozat) – A gyermek Hunyadi János
- One More Like - játékfilm – gyermekotthoni gyerek
- Hitler és a nácik: A gonosz a vádlottak padján - dokumentumfilm – Helmut Goebbels

További filmes szereplései elérhetők a Snitt.hu adatlapján és IMDb-profilján.

## Szinkronszínészi tevékenység
Szinkronszínészként is aktív, számos filmben és sorozatban kölcsönözte a hangját gyerekszereplőknek. Szinkronmunkái megtalálhatók többek között az ISzDb szinkronadatbázisban.

## Énekesi tevékenység
Gyetvai Martin énekesi pályafutása is jelentős. Számos tehetségkutatón vett részt, ahol kiemelkedő eredményeket ért el.
- 2022 – Gemenc hangja énekverseny  - Gyermek I. Pop kategória: Arany minősítés - Gyermek I. Musical kategória: Kiemelt arany minősítés  - A Tolnai Népújság és a Teol.hu különdíja
- 2023 - A Dunakanyar hangja országos énekverseny - Gyermek kategória I. hely
- 2023 - Hangok varázsa országos énekverseny - Musical gyerek 9-11 év I. hely - Pop gyerek 9-11 év I. hely - Verseny Fődíjának nyertese
- 2024 – Hangok varázsa országos énekverseny - Musical gyerek 9-11 év I. hely - Pop gyerek 9-11 év I. hely
- 2024 - Országos Könnyűzenei Énekverseny Ócsa - Gyermek 10-14 év I. hely

## Sajtómegjelenések
- Deszkavízió.hu – cikkgyűjtemény
- Magyar Nemzet – „Tomi, Polli és a kis színészpalánták”